# Institutt for teoretisk astrofysikk
L'Institutt for teoretisk astrofysikk (ITA), soit l'institut d'astrophysique théorique, relève du Département des mathématiques et des sciences naturelles auprès de l'université d'Oslo. Il a été fondé par Svein Rosseland en 1934.
L'activité de ses groupes de recherche se concentre principalement sur deux pôles : la physique solaire (voire stellaire) et la cosmologie. Ses autres domaines de recherche sont l'astrophysique des plasmas et la mécanique céleste.
L'institut dispose de son propre bâtiment, la maison de Svein Rosseland, sis au campus universitaire Blindern à Oslo.

## Historique

### L'Observatoire

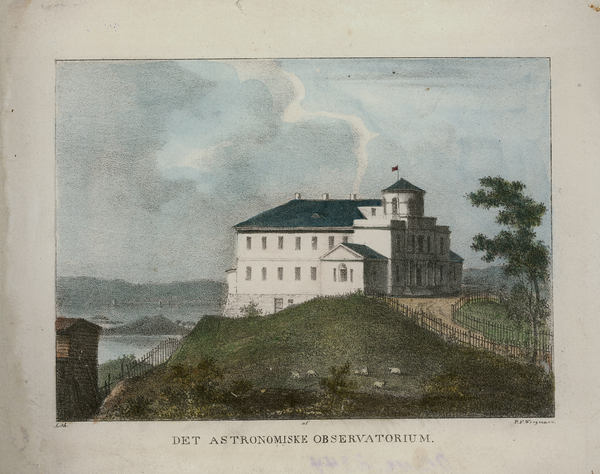
L'observatoire universitaire surplombant le fjord d'Oslo en 1837

Avant 1934, l'ensemble des travaux astronomiques de l'université ont trait pour l'essentiel à l'observatoire de l'université (norvégien : Universitetsobservatoriet, abrégé en Observatoriet, soit l'Observatoire) situé au cœur d'Oslo. Les premiers aménagements pour l'observation de l'espace en 1815 accueillent le nouvellement titularisé professeur Christopher Hansteen de la toute-nouvelle Université royale Frederick (renommée Université d'Oslo en 1939), un cabanon octogonal relégué au Fort Akershus, Christiania. Les travaux de construction débutent en 1831 sur un site d'observation élargi afin d'y inclure un logement de fonction pour Hansteen et sa famille. En 1833, à la fin des travaux, l'Observatoire devient officiellement le premier bâtiment construit par l'université.

### L'Institut d'astrophysique théorique

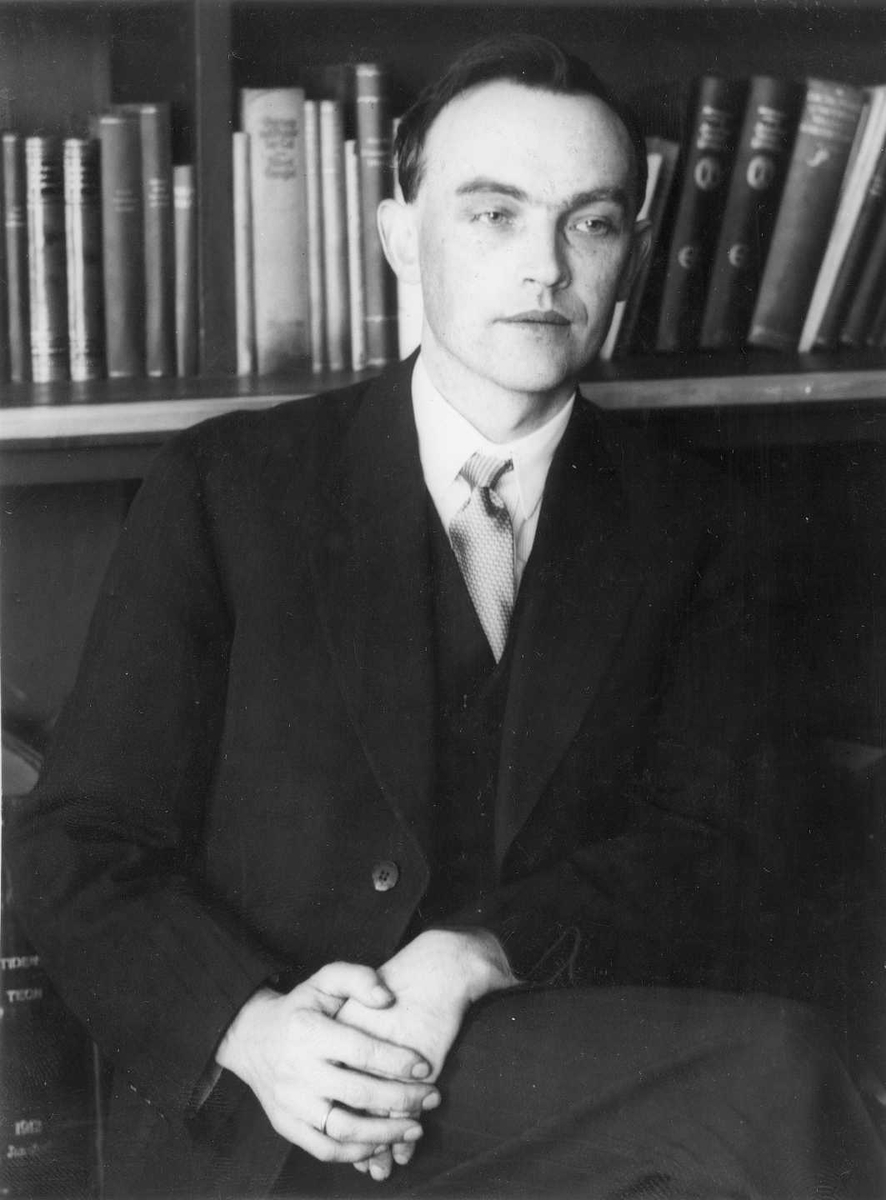
Svein Rosseland, vers 1935

Alors directeur de l'Observatoire, le professeur Svein Rosseland (nommé à ce poste en 1928) fait part de son pessimisme quant à l'avenir de l'infrastructure. Ainsi dans une lettre adressée à l'un de ses collègues :

« Je m'apprête à passer le restant de mes jours à tirer vers le haut ce minuscule laboratoire sans jamais parvenir à en extraire la moindre découverte d'une quelconque valeur scientifique. »

— Svein Rosseland (trad.)
Il se rend à l'observatoire de l'université Harvard en 1929, et y accepte une chaire professorale. Cependant, Sem Sæland, recteur de l’université d’Oslo voit ce départ comme une grande perte, d’autant que Rosseland est déjà une sommité internationale dans son domaine. Pour le faire revenir à Oslo, Sæland se démène afin de proposer à Rosseland une rallonge budgétaire pour l’astronomie, des projets d’infrastructures modernes pour l’université, ainsi qu’une rénovation totale de l’Observatoire. Rosseland accepte le marché et revient à Oslo en 1930. Le professeur norvégien contacte alors son homologue danois Niels Bohr, à Copenhague, qui vient de monter l’institut de physique théorique ce qui lui confère inspiration et idées de projet. Rosseland en conclut qu’un directeur devrait en permanence résider à l’institut. Selon le professeur, le travail n’est pas compatible avec des heures de bureau, et son directeur devrait toujours se montrer disponible sur place. Un concours d’architecture est annoncé, et le projet gagnant est alors envoyé à la Fondation Rockefeller. À l’époque, sa proposition d’institut d’astrophysique théorique est du jamais-vu dans le monde. La Fondation répond le 15 avril 1931 : elle lui accorde 105 000 dollars pour lever de terre l’institut et 15 000 dollars pour l’achat d’équipement scientifique,.
Le cabinet d’architectes de Finn Bryn et Johan Fredrik Ellefsen conçoivent les plans pour Rosseland à Blindern, le campus d’Oslo. La bâtisse est inaugurée le 1er juillet 1934 et est baptisée « Svein Rosselands hus' » (« la maison de Svein Rosseland »). L’architecture est un modèle flagrant du style fonctionnaliste, en contraste avec les bâtiments alentour dédiés à la physique et à la chimie qui relèvent habituellement du  néo-classicissme architectural. Les scientifiques et la bibliothèque quittent l’Observatoire pour s’installer dans les nouveaux locaux. Les deux premiers étages et le sous-sol sont destinés à la recherche et à l'enseignement, tandis que Rosseland loge dans les trois étages supérieurs. Une plaque à l’honneur de la Fondation Rockefeller se trouve à l’entrée.
Au début, l'institut abrite Rosseland lui-même, son assistant Gunnar Randers, deux des fondateurs de la météorologie moderne : le doyen norvégien à la retraite, Vilhelm Bjerknes, et le professeur Halvor Solberg, ainsi que Carl Størmer, un professeur de mathématiques qui a également étudié les aurores boréales. La reconnaissance internationale de Rosseland a conduit à la visite d'éminents scientifiques tels que Martin Schwarzschild.

### Instruments, observatoires et télescopes
Dans ses sous-sols, l'institut a abrité l'Oslo Analyzer entre 1934 et 1954. Il s'agissait de l'analyseur différentiel le plus performant du monde qui a conservé ce titre jusqu'à quatre après sa création. Durant la seconde guerre mondiale, les pièces maîtresses de la machine avaient été enfouies dans le jardin derrière le bâtiment de l'institut pour les protéger des mains des nazis.
L'institut a disposé d'un observatoire solaire en dehors d'Oslo entre 1954 et 1987, l'Observatoire solaire de Harestua. Le complexe a servi de lieu de sorties éducatives pour des groupes scolaires une fois ses activités de recherches scientifiques. Par la suite, le grand télescope solaire européen a pris la relève. Après avoir répondu avec succès à une batterie de tests scientifiques en 1982, le télescope voit légalement le jour en 1983. l'infrastructure ne sera néanmoins jamais mise à profit pour la recherche ; les spécialistes de physique solaire de l'ITA ayant pris l'habitude de faire appel au télescope solaire suédois dès la capture de sa première lumière lors de son inauguration en 2002.
L'institut a contribué et utilisé l'imagerie solaire du Spectrographe et télescope à haute résolution (HRTS) du Laboratoire de recherche navale, lancé par fusées et même embarqué en navette spatiale entre 1975 et 1985.
L'Observatoire solaire et héliosphérique est lancé en 1995. L'institut fournit le système de tests au sol et l'équipement informatique.
En 1988, c'est l'inauguration du Télescope optique nordique à La Palma. Sa réalisation est co-financée par la Norvège et sert aux astronomes de l'ITA.
En 2014, les travaux de recherche de l'ancien groupe de l'ITA dédié à la mécanique céleste servent à déterminer la trajectoire de la sonde spatiale Rosetta de l'ESA à l'approche de sa cible, la comète 67P/Churyumov–Gerasimenko.
L'institut prend la tête des contributions norvégiennes pour la mission Planck de l'ESA jusqu'à la finalisation du projet en 2018. Les chercheurs de l'institut ont permis d'analyser l'ensemble cartographique obtenu du fond diffus cosmologique (FDC).

### Pôle d'excellence
Le groupe dédié à la physique solaire au sein de l'institut reçoit le statut officiel de pôle d'excellence norvégien pour la période 2017–2027 sous l'égide de Mats Carlsson.

### Directeurs
- Christopher Hansteen (1834–1861)
- Carl Frederik Fearnley (1861–1990)
- Hans Geelmuyden (1890–1919)
- Jens Fredrik Schroeter (1919–1927)

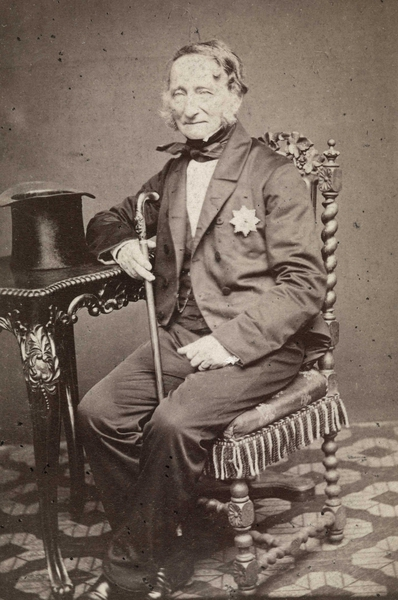
Christopher Hansteen dans les années 1870

- Svein Rosseland (1928–35 pour l'Observatoire, 1935–1965 pour l'ITA)
- Mats Carlsson (1997–2003 (?))
- Per Barth Lilje (2003–2012)
- Viggo Hansteen (2013–2017)
- Per Barth Lilje (2017–)